# Afonso Augusto Moreira Pena
Afonso Augusto Moreira Pena (Santa Bárbara do Mato Dentro, 30 november 1847 — Rio de Janeiro, 14 juni 1909) var Brasiliens president från 1906 till 1909.